# Кодесс, Пётр Ефимович
Пётр Ефимович Ко́десс (1911 — 1987) — советский конструктор телевизионного оборудования, лауреат Сталинской премии первой степени (1950).

## Биография
Родился в 1911 году в Оникшты (ныне Аникщяй, Литва). 
Окончил Ленинградский политехнический институт (1937).
В конце 1938 года принимал участие в конструировании опытного Ленинградского телецентра со стандартом разложения изображения 240 строк.
Начальник лаборатории ВНИИТ (1946—1976).
В 1948—1950 годы участвовал в создании электронного телецентра в Москве со стандартом разложения изображения 625 строк.
Главный конструктор многих модификаций аппаратно-студийных блоков и телецентров черно-белого ТВ.
Умер в 1987 году в Ленинграде.

## Признание
- Сталинская премия первой степени (1950) — за создание новой высококачественной телевизионной передающей системы высокой чёткости